# Resona Holdings
Resona Holdings, Inc. (株式会社りそなホールディングス Kabushiki-gaisha Risona Hōrudingusu) (TYO: 8308
) er en japansk bank og holdingselskab. De har hovedkvarter i Tokyo. De primære datterselskaber er: "Resona Bank" og "Saitama Resona Bank".
"Osaka Nomura Bank" blev etableret i 1918.